# Big Four (football)
Pour les articles homonymes, voir Big Four.
Le Big Six (anciennement Big Four) est un terme anglais donné au groupement de quatre grandes équipes de football du championnat d'Angleterre qui sont Arsenal, Chelsea,  Liverpool et Manchester United et plus récemment Manchester City et Tottenham Hotspur.
Ces clubs occupent régulièrement les quatre premières places du championnat et la large majorité des éditions de la Premier League (nouvelle version du championnat anglais inaugurée en 1992) ont été remportées par des membres du Big Four.
Si la domination du Big Four atteint son paroxysme dans les années 2000, cette domination est tombée en désuétude avec l'arrivée au premier plan de Manchester City et de Tottenham Hotspur au début de la décennie suivante. Ainsi, la notion de Big Four a été abandonnée, au profit de celle du Big Six,,.
Cependant, le terme est repris pour la Ligue 1 avec un Big Four composé alors du Paris Saint-Germain, de l'AS Monaco, de l'Olympique lyonnais, et de l'Olympique de Marseille, ces clubs occupant généralement parmi les premières places du classement, et étant marqués par diverses rivalités (PSG-OM, OL-OM) et batailles pour le titre.

## Histoire
Depuis la refonte du championnat d'Angleterre en 1992, Arsenal, Chelsea, Liverpool et Manchester United terminent de façon régulière dans le premier tiers du classement et par conséquent dans les places pour la Ligue des champions : d'abord une place unique (le champion d'Angleterre) pour la compétition puis deux dès 1997, trois en 1999 et quatre places qualificatives en C1 depuis la saison 2001-2002. Les bénéfices de la qualification, notamment d'importants revenus, contribuent pour certains à creuser l'écart entre le Big 4 et le reste du championnat anglais. De là, le terme de boring league (français : championnat ennuyant) est évoqué pour désigner la lutte des quatre clubs pour le titre,.
Depuis la fin des années 2000, le Big Four est remis en cause. Tout d'abord, des observateurs ont réduit le Big Four en Big Two, vu la domination de Chelsea et Manchester United sur les titres nationaux (ces deux clubs ont remporté tous les championnats d'Angleterre entre 2005 et 2011). Mais surtout, Big Four et Big Two sont tombés en désuétude avec la montée en puissance depuis 2009 de Manchester City et de Tottenham Hotspur, les seuls à avoir privé un membre du Big Four d'une place qualificative en Ligue des champions de l'UEFA depuis la saison 2004-2005 et la quatrième place d'Everton. Ces six clubs constituent ainsi pour certains une élite de « super clubs qui sont sur une autre planète » et qui se partagent les places qualificatives pour les coupes d'Europe (Ligue des Champions et Ligue Europa). Le terme Big Six est parfois employé pour désigner cette élite,,.

## Classements

### Dans les années 2000
| Saison                                       | Arsenal                | Chelsea   | Liverpool | Man. United |
| -------------------------------------------- | ---------------------- | --------- | --------- | ----------- |
| 1999-2000                                    | 2                      | 5         | 4         | 1           |
| 2000-2001                                    | 2                      | 6         | 3         | 1           |
| 2001-2002                                    | 1                      | 6         | 2         | 3           |
| 2002-2003                                    | 2                      | 4         | 5         | 1           |
| 2003-2004                                    | 1                      | 2         | 4         | 3           |
| 2004-2005                                    | 2                      | 1         | 5         | 3           |
| 2005-2006                                    | 4                      | 1         | 3         | 2           |
| 2006-2007                                    | 4                      | 2         | 3         | 1           |
| 2007-2008                                    | 3                      | 2         | 4         | 1           |
| 2008-2009                                    | 4                      | 3         | 2         | 1           |
| 2009-2010                                    | 3                      | 1         | 7         | 2           |
| Apparitions dans les quatre premières places | 11                     | 8         | 8         | 11          |
| sur 11 saisons                               |                        |           |           |             |
| Légende                                      | Champions              | Champions | Champions | Champions   |
| Légende                                      | 2e, 3e ou 4e place     |           |           |             |
| Légende                                      | 5e place ou en dessous |           |           |             |

### Dans les années 2010
| Saison                                    | Arsenal                     | Chelsea   | Liverpool | Man. City | Man. United | Tottenham |
| ----------------------------------------- | --------------------------- | --------- | --------- | --------- | ----------- | --------- |
| 2010-2011                                 | 4                           | 2         | 6         | 3         | 1           | 5         |
| 2011-2012                                 | 3                           | 6         | 8         | 1         | 2           | 4         |
| 2012-2013                                 | 4                           | 3         | 7         | 2         | 1           | 5         |
| 2013-2014                                 | 4                           | 3         | 2         | 1         | 7           | 6         |
| 2014-2015                                 | 3                           | 1         | 6         | 2         | 4           | 5         |
| 2015-2016                                 | 2                           | 10        | 8         | 4         | 5           | 3         |
| 2016-2017                                 | 5                           | 1         | 4         | 3         | 6           | 2         |
| 2017-2018                                 | 6                           | 5         | 4         | 1         | 2           | 3         |
| 2018-2019                                 | 5                           | 3         | 2         | 1         | 6           | 4         |
| 2019-2020                                 | 8                           | 4         | 1         | 2         | 3           | 6         |
| Apparitions dans les six premières places | 9                           | 9         | 7         | 10        | 9           | 10        |
| sur 10 saisons                            |                             |           |           |           |             |           |
| Légende                                   | Champions                   | Champions | Champions | Champions | Champions   | Champions |
| Légende                                   | 2e, 3e, 4e, 5e, ou 6e place |           |           |           |             |           |
| Légende                                   | 7e place ou en dessous      |           |           |           |             |           |

### Dans les années 2020
| Saison                                    | Arsenal                    | Chelsea   | Liverpool | Man. City | Man. United | Tottenham |
| ----------------------------------------- | -------------------------- | --------- | --------- | --------- | ----------- | --------- |
| 2020-2021                                 | 8                          | 4         | 3         | 1         | 2           | 7         |
| 2021-2022                                 | 5                          | 3         | 2         | 1         | 6           | 4         |
| 2022-2023                                 | 2                          | 12        | 5         | 1         | 3           | 8         |
| 2023-2024                                 | 2                          | 6         | 3         | 1         | 8           | 5         |
| 2024-2025                                 | 2                          | 4         | 1         | 3         | 15          | 17        |
| Apparitions dans les six premières places | 4                          | 4         | 5         | 5         | 3           | 2         |
| sur 5 saisons                             |                            |           |           |           |             |           |
| Légende                                   | Champions                  | Champions | Champions | Champions | Champions   | Champions |
| Légende                                   | 2e, 3e, 4e, 5e ou 6e place |           |           |           |             |           |
| Légende                                   | 7e place ou en dessous     |           |           |           |             |           |

## Comparaison de titres
| Équipe            | Premier League | Championship | Coupe d'Angleterre | Coupe de la Ligue | Community Shield | Ligue des Champions | Coupe des Coupes | Ligue Europa | Total |
| ----------------- | -------------- | ------------ | ------------------ | ----------------- | ---------------- | ------------------- | ---------------- | ------------ | ----- |
| Liverpool         | 20             | 4            | 8                  | 10                | 16               | 6                   | 0                | 3            | 67    |
| Manchester United | 20             | 2            | 13                 | 6                 | 21               | 3                   | 1                | 1            | 67    |
| Arsenal           | 13             | 0            | 14                 | 2                 | 17               | 0                   | 1                | 0            | 47    |
| Manchester City   | 10             | 7            | 7                  | 8                 | 6                | 1                   | 1                | 0            | 40    |
| Chelsea           | 6              | 2            | 8                  | 5                 | 4                | 2                   | 2                | 2            | 31    |
| Tottenham Hotspur | 2              | 2            | 8                  | 4                 | 7                | 0                   | 1                | 3            | 27    |